# Bălțătești
Bălțătești est une commune roumaine du județ de Neamț, dans la région historique de Moldavie et dans la région de développement du Nord-Est.

## Géographie
La commune de Bălțătești est située dans le nord du județ, dans un paysage de collines, premiers contreforts des Carpates orientales, non loin de la rivière Cracău, affluent de la Bistrița, à 34 km au nord de Piatra Neamț, le chef-lieu du județ et à 11 km au sud de Târgu Neamț.
La municipalité est composée des trois villages suivants (population en 1992) :
- Bălțătești (1 463), siège de la municipalité ;
- Valea Arini (1 326) ;
- Valea Seacă (1 530).

## Histoire
Les sources thermales de la commune sont connues depuis très longtemps. Les premiers soins ont été tentés en 1810.
En 2003, le village de Ghindăoani s'est séparé de la commune de Bălțătești et a formé une commune autonome.

## Politique
| Période                                  | Période  | Identité              | Étiquette | Qualité |
| ---------------------------------------- | -------- | --------------------- | --------- | ------- |
| Les données manquantes sont à compléter. |          |                       |           |         |
|                                          | 2016     | Ioan-Gheorghe Mihăilă | PNL       |         |
| 2016                                     | En cours | Ion-Viorel Ursache    | PNL       |         |

| Parti | Parti                           | Sièges |
| ----- | ------------------------------- | ------ |
|       | Parti social-démocrate (PSD)    | 5      |
|       | Parti national libéral (PNL)    | 7      |
|       | Parti Mouvement populaire (PMP) | 1      |

## Religions
En 2002, la composition religieuse de la commune était la suivante :
- Chrétiens orthodoxes, 99,86 %.

## Démographie
Les statistiques antérieures à 2003 incluent le village de Ghindăoani.
En 2002, la commune comptait 6 674 Roumains (99,98 %). On comptait à cette date 1 630 ménages et 1 493 logements.
| 1992  | 2002  | 2007  |
| ----- | ----- | ----- |
| 6 829 | 6 675 | 4 410 |

## Économie
L'économie de la commune repose sur l'agriculture, la transformation du bois, le textile et le tourisme. Bălțătești est une station thermale réputée. Ses eaux sont riches en minéraux divers : brome, iode, chlore et soufre.

## Communications

### Routes
Bălțătești est située sur la route nationale DN15C qui relie Piatra Neamț et Târgu Neamț.